# Wolfgang Reiland

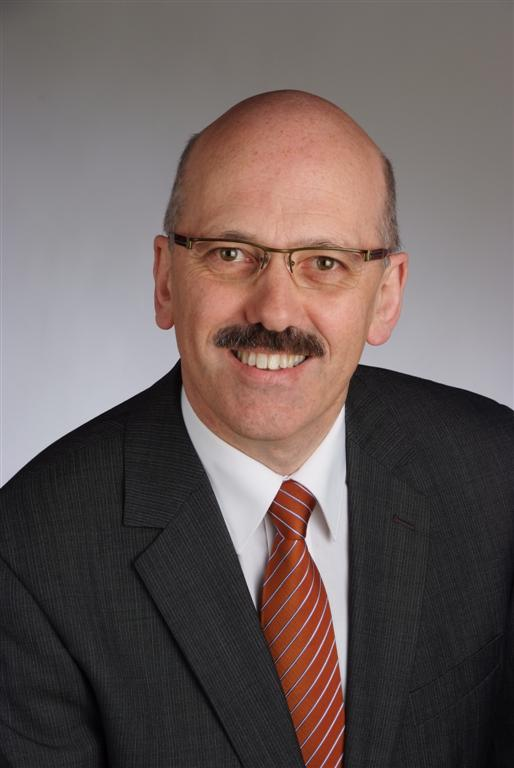
Wolfgang Reiland

Wolfgang Reiland (* 1957) ist ein deutscher Politiker (CDU). Er war vom 1. März 2003 bis zum 28. Februar 2019 Bürgermeister der Verbandsgemeinde Trier-Land.

## Leben
Während seiner Studienzeit von 1976 bis 1979 war er studentisches Mitglied des Rates der Fachhochschule Trier und des Fachbereichsrates Maschinenbau. Nach dem Abschluss seines Studiums als Diplom-Ingenieur (FH) arbeitete er von 1979 bis 1982 als Dipl.-Ing. in einer Trierer Maschinenbaufabrik. Von 1982 bis 1999 war er bei den Stadtwerken Trier beschäftigt. Dort wurde er – nach erfolgreichem Abschluss eines weiteren Studiums als Betriebswirt – zum Betriebsleiter und zum Stellvertreter des Betriebsdirektors ernannt. Von 2000 bis 2003 oblag ihm als Werkleiter die Leitung der Verbandsgemeindewerke Trier-Land (Abwasserwerk Trier-Land und Wasserwerk Trier-Land, inklusive der Betriebsführung mehrerer abwassertechnischer Anlagen in Luxemburger Partnerkommunen, sowie die Betriebsführung des Kylltalbades.)
Wolfgang Reiland ist verheiratet und ist Vater von drei erwachsenen Kindern.

## Politik
Seit 1981 ist er Mitglied der CDU. Von 1982 bis 2000 war er Vorstandsmitglied der CDU-Ehrang. In diesem Zeitraum gehörte er mehrere Jahre dem Ortsbeirat Ehrang-Quint an. Er war von 2003 bis 2019 Mitglied des Gemeindeverbandsvorstandes der CDU Trier-Land.
Von 1993 bis 1999 war er als Sprecher der Arbeitnehmervertretung Aufsichtsratsmitglied der Stadtwerke Trier GmbH. Von 2003 bis 2019 war Wolfgang Reiland Bürgermeister der Verbandsgemeinde Trier-Land und von 2009 bis 2014 Mitglied im kommunalen Rat des Landes Rheinland-Pfalz und Vorsitzender des Bezirkes Trier. Dem Landesvorstand und dem Landesausschuss des Gemeinde- und Städtebundes Rheinland-Pfalz gehörte er von 2009 bis 2019 an. Von 2015 bis 2019 war er Vorsitzender des Fachausschusses Feuerwehr.
Am 13. Juni 2010 wurde er für den Zeitraum vom 1. März 2011 bis zum 28. Februar 2019 mit 88,6 % Ja-Stimmen in einer Direktwahl als Bürgermeister der Verbandsgemeinde Trier-Land wiedergewählt.
Am 1. März 2019 trat Wolfgang Reiland aus Altersgründen in den Ruhestand.